# آل علي بن سالم (مكيراس)

تعديل مصدري - تعديل

ال علي بن سالم هي إحدى قرى عزلة مكيراس بمديرية مكيراس التابعة لمحافظة البيضاء، بلغ تعداد سكانها 178 نسمة حسب تعداد اليمن لعام 2004.